# Чалахмела
Чалахмела (груз. ჭალახმელა) — село в Грузії.
За даними перепису населення 2014 року в селі проживає 162 особи.